# 歐文維爾 (喬治亞州)
歐文維爾（英語：Irwinville）是位於美國喬治亞州歐文縣的一個非建制地區。該地的面積和人口皆未知。

## 地理
歐文維爾的座標為31°38′54″N 83°22′58″W / 31.64833°N 83.38278°W，而該地的平均海拔高度為102米（即335英尺）。